# إيفو ليل
إيفو ليل (بالإستونية: Ivo Lill) هو فنان إستوني، ولد في 24 يونيو 1953.